# Port lotniczy Dortmund
Port lotniczy Dortmund (oficjalna nazwa ang. i niem.: Dortmund Airport) (kod IATA: DTM, kod ICAO: EDLW) – międzynarodowy port lotniczy położony 11 km od centrum Dortmundu, w Niemczech. Jest jednym z głównych portów lotniczych Zagłębia Ruhry. W 2013 obsłużył 1,92 mln pasażerów przy 31 981 operacjach lotniczych.
Port lotniczy Dortmund posiada jedną asfaltobetonową drogę startową na kierunku 06/24 o długości 2000 m i szerokości 45 m.

## Położenie
Lotnisko znajduje się w miejscowości Wickede, około 11 km na wschód od Dortmundu, w pobliżu miasta Unna.
Dojazd zapewniają autostrady: A1, A44 oraz A40, a także droga krajowa B1. W pobliżu znajduje się stacja kolejowa Holzwickede. Z Unną miastą łączą autobusy linii C41. Do Dortmundu można się dostać bezpośrednim autobusem wahadłowym (Airport Express) oraz liniami 440 i 490 (z Dortmundu-Aplerbeck).

## Historia
Port lotniczy został po raz pierwszy otwarty w 1960 roku, zastępując dotychczasowe lotnisko położone w dzielnicy Brackel, które w latach 1926–1939 obsługiwało połączenia krajowe po Niemczech. Zaprzestało działalności w wyniku wybuchu wojny.
Pomysł reaktywacji narodził się w latach 50. XX wieku. Postanowiono przenieść lotnisko na nowy grunt w miejscowości Holzwickede. Port lotniczy rozpoczął operacje w 1960 roku, obsługując ruch general aviation i regionalny pasażerski. W 1974 roku zbudowano utwardzony pas startowy o długości 650 m, który zastąpił dotychczasową trawiastą drogę. Obecny terminal pasażerski o przepustowości ok. 2,5 mln pasażerów rocznie otwarto w 2000 roku.
Szacuje się, że do 2020 roku lotnisko będzie w stanie przyjąć 4 mln pasażerów.

## Linie lotnicze i połączenia
Ostatnia aktualizacja: 1 kwietnia 2025 r.
| Linia Lotnicza   | Kierunek |
| ---------------- | --- |
| Condor           | Sezonowo: 1. Palma de Mallorca |
| Dan Air          | Sezonowo: 1. Bacău |
| Eurowings        | 1. Palma de Mallorca Sezonowo: 1. Katania 2. Kawala 3. Saloniki 4. Split |
| Pegasus Airlines | 1. Stambuł-Sabiha Gökçen Sezonowo: 1. Antalya (od 15 kwietnia 2025) |
| SunExpress       | 1. Izmir Sezonowo: 1. Antalya 2. Zonguldak |
| Trade Air        | Sezonowe czartery: 1. / Prisztina |
| Wizz Air         | 1. Banja Luka 2. Belgrad 3. Braszów 4. Budapeszt 5. Bukareszt-Otopeni 6. Erywań 7. Gdańsk 8. Jassy 9. Katowice 10. Kiszyniów 11. Kluż-Napoka 12. Krajowa (od 2 czerwca 2025) 13. Kutaisi 14. Ochryda 15. Podgorica 16. / Prisztina 17. Skopje 18. Sofia 19. Suczawa 20. Sybin 21. Timișoara 22. Tirana 23. Tuzla 24. Warna 25. Warszawa-Chopin (od 10 czerwca 2025) 26. Wilno |